# Formica subintegra
Formica subintegra is een mierensoort uit de onderfamilie van de schubmieren (Formicinae). De wetenschappelijke naam van de soort werd voor het eerst geldig gepubliceerd in 1908 door William Morton Wheeler.